# اندروید پای
اندروید پای (انگلیسی: Android Pie) یا اندروید پی یا اندروید ۹٫۰ نهمین به‌روزرسانی عمده و نسخه ۱۶ از سیستم‌عامل موبایل اندروید است. اندروید پای به‌طور رسمی در تاریخ ۶ اوت ۲۰۱۸ منتشر شد.
این نسخه از سیستم‌عامل اندروید نیز برای اولین بار بر روی گوشی‌های پیکسل اجرا شد و به مرور برای دیگر گوشی‌های موبایل عرضه می‌شود و درحال گسترش است.

## خصوصیات
از قابلیت‌های جدید و مهم اندروید ۹ می‌توان به موارد ذیل اشاره کرد:
- ژست‌های حرکتی: در نسخهٔ نهایی Android Pie کلیدهای ناوبری سه‌گانهٔ معروف این سیستم‌عامل جای خود را به یک آیکون شبیه قرص داده‌اند.
- هوش مصنوعی برای بهبود مصرف باتری
- سیستم جستجوی عمیق: در اندروید Pie، گوگل اطلاعاتی را از داخل اپلیکیشن نیز نمایش خواهد داد و به‌علاوه، امکان ارتباط با برخی قابلیت‌ها را از داخل بخش جستجو فراهم می‌کند.
- محدودیت دسترسی در حالت پس‌زمینه: هنگامی که یک اپلیکیشن در پس‌زمینهٔ گوشی فعالیت دارد و موجب افزایش مصرف باتری موبایل می‌شود، اندروید یک اعلان به اعلانات بالای رابط کاربری ارسال کرده و برای توقف اجباری آن اپلیکیشن، از کاربر اجازه می‌گیرد.
- اجازه دسترسی به تاریخچهٔ تماس: گوگل یک دسته‌بندی جدید مجوزها به‌عنوان Call_Log در این نسخه ارائه کرده که براساس آن توسعه‌دهندگان برای دسترسی به تاریخچهٔ تماس‌های کاربر باید از او اجازه بگیرند. قبلاً این دسترسی در بخش کلی phone نهفته بود.
- کنترل زمان استفاده: نرم‌افزار سلامت دیجیتال یا Digital well-being
- غیرفعال کردن ضبط مکالمه تلفنی

## ویژگی‌ها

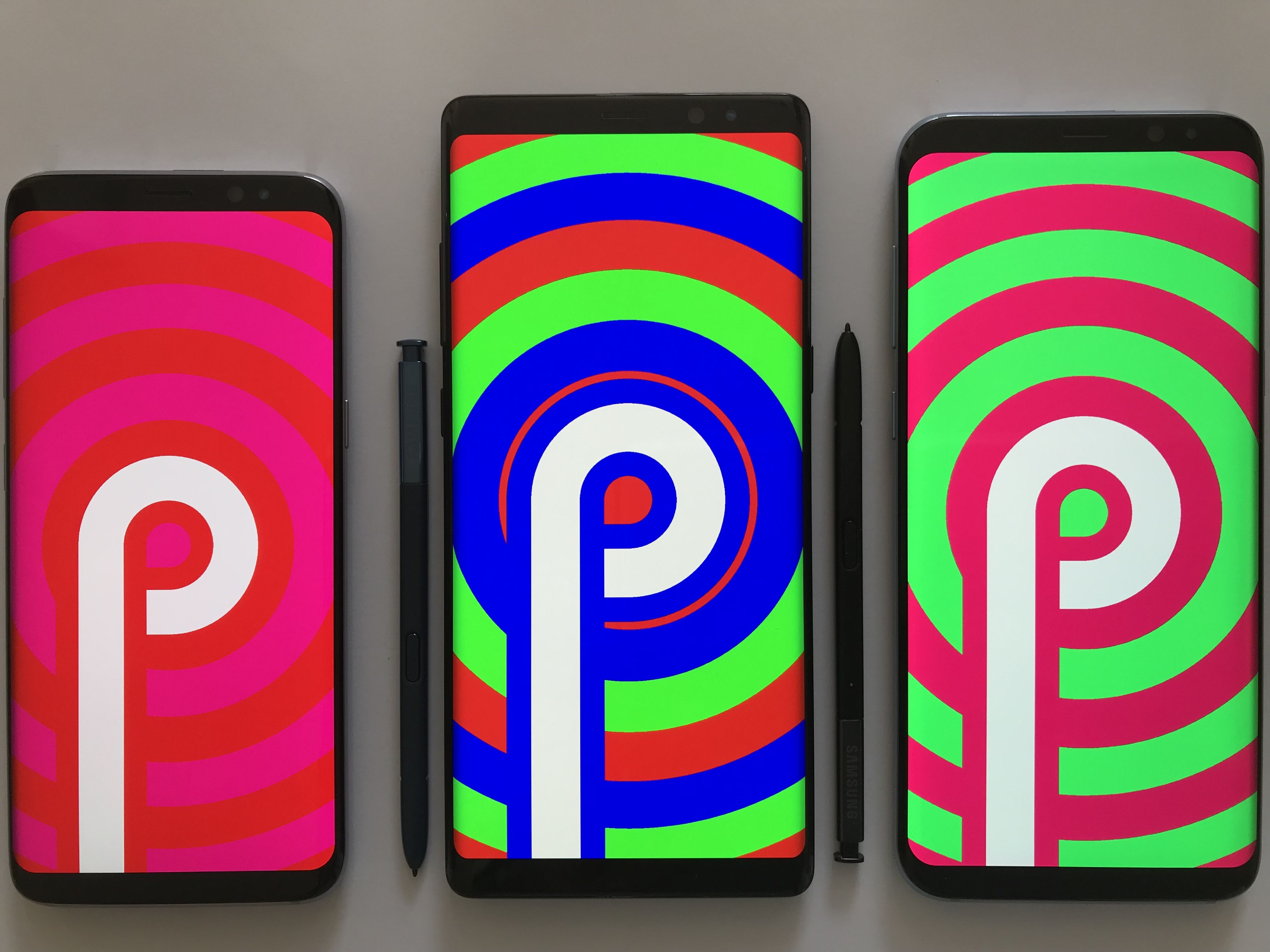
اندروید پای

### تجربه کاربری
اندروید پای از زبان جدید "طراحی متریال" گوگل استفاده می‌کند که به‌طور غیررسمی با نام "Material Design 2.0" شناخته می‌شود. ناسازگاری‌ها در طراحی را یکسان‌سازی می‌کند و با ایجاد "قالب" سفارشی ظاهر را استانداردسازی می‌کند. طراحی متریال دیزاین در رابط کاربری اندروید پای کاربرد دارد. علاوه بر این اندروید پای حاوی پشتیبانی رسمی از جمله APIها و رفتارهای سیستم بسته به اندازه و موقعیت آنها است. شرایط لازم برای صدور گواهینامه اندروید دستگاه‌ها را به دو برش محدود می‌کند، که ممکن است فقط در بالا یا پایین صفحه باشد.

## دریافت
مدت کوتاهی پس از عرضه، چندین کاربر در گوشی‌های گوگل پیکسل و اسنشال فون کاهش عمر باتری را مشاهده کردند. با در دسترس قرار گرفتن اندروید پای برای تلفن‌های بیشتر، برخی از کاربران در دستگاه‌های مختلف مقایسه‌های مشابهی را گزارش دادند.